# جوانان‌گروه (ورزقان)
جوانان گروه  یکی از روستاهای استان آذربایجان شرقی است که در دهستان ارزیل بخش خاروانا شهرستان ورزقان و در همسایگی روستاهای اندرگان،آتش خسرو (ورزقان)،استرقان،سهران(ورزقان)   واقع شده‌است.
رودخانه‌ای دائمی به نام رودخانهٔ کبود در این روستا جریان دارد.

## جمعیت
جمعیت این روستا، برپایهٔ نتایج سرشماری عمومی نفوس و مسکن سال ۱۳۸۵ خورشیدی، ۴۴ نفر بوده‌است.